# Honda Tadatoki
Honda Tadatoki est un nom japonais traditionnel ; le nom de famille (ou le nom d'école), Honda, précède donc le prénom (ou le nom d'artiste).
Honda Tadatoki (本多 忠刻) (11 mai 1596-30 juin 1626) est un daimyo du début de l'époque d'Edo de l'histoire du Japon.
Tadatoki est le fils ainé de Honda Tadamasa. Sa mère, Kumahime, est une petite-fille de Tokugawa Ieyasu et Oda Nobunaga.
En 1616, Tadatoki épouse Senhime, autre petite-fille de Ieyasu, mariée à Toyotomi Hideyori avant la mort de celui-ci au siège d'Osaka. Comme dot de sa nouvelle épouse, Tadatoki reçoit 100 000 koku.
Tadatoki parraine également l'épéiste Miyamoto Musashi pendant un temps. Ce dernier enseigne l'escrime aux serviteurs de Tadatoki. Le fils adoptif de Musashi Mikinosuke sert Tadatoki comme page.
Honda Tadatoki meurt de tuberculose en 1626. Miyamoto Mikinosuke commet junshi peu après, ayant choisi de suivre son maître dans la mort.

## Source de la traduction
- (en) Cet article est partiellement ou en totalité issu de l’article de Wikipédia en anglais intitulé « Honda Tadatoki » (voir la liste des auteurs).